# Phreatoceras taylori
Phreatoceras taylori är en snäckart som först beskrevs av Robert Hershler och Longley 1986.  Phreatoceras taylori ingår i släktet Phreatoceras och familjen tusensnäckor. IUCN kategoriserar arten globalt som otillräckligt studerad. Inga underarter finns listade i Catalogue of Life.